# Vääränputaansaari
Vääränputaansaari är en ö i Finland. Den ligger i Ijo älv och i kommunen Uleåborg i den ekonomiska regionen  Uleåborgs ekonomiska region  och landskapet Norra Österbotten, i den centrala delen av landet, 600 km norr om huvudstaden Helsingfors. Öns area är 24,8 hektar och dess största längd är 0,8 kilometer i öst-västlig riktning.